# Drapel național

O hartă globală prezentând toate drapelele naţionale.

Un drapel național este un drapel care simbolizează un stat. Drapelul este arborat de guvern, dar de obicei poate fi arborat și de către cetățenii acelui stat.